# 158 (число)
Вижте пояснителната страница за други значения на 158.
158 (сто петдесет и осем) е естествено, цяло число, следващо 157 и предхождащо 159.
Сто петдесет и осем с арабски цифри се записва „158“, а с римски цифри – „CLVIII“. Числото 158 е съставено от три цифри от позиционните бройни системи – 1 (едно), 5 (пет), 8 (осем).

## Общи сведения
- 158 е четно число.
- 158-ият ден от годината е 7 юни.
- 158 е година от Новата ера.